# Кучецкие
Кучецкие — русский дворянский род.
Константин и Сава Кучецкие в даточных книгах по царской грамоте пожалованы поместьями (1640).
Предок этого рода Фёдор Кучецкий был дворцовым стряпчим при Иване III и Василии Иоанновиче. Кучецкий Курака Иванович московский дворянин (1629-1640).
Род Кучецких был внесён в VI часть родословной книги Санкт-Петербургской губернии Российской империи.

## Описание герба
В щите, имеющем голубое поле, изображён золотой крест, под ним серебряная подкова и на поверхности креста означена птица ворон, имеющий во рту перстень.
Щит увенчан дворянскими шлемом и короной. Нашлемник: ворон с перстнем во рту. Намёт на щите голубой, подложенный золотом. Щит держат два воина с пиками. Герб рода Кучецких внесён в Часть 9 Общего гербовника дворянских родов Всероссийской империи, стр. 81.

## Известные представители
- Кучецкий Андрей Куракин — стряпчий (1658—1676).
- Кучецкий Иван — дьяк (1676), воевода в Киеве (1677) (три раза).
- Кучецкий Яков Андреевич — стряпчий (1677—1692).
- Кучецкий Иван Андреевич — стряпчий (1682), дьяк (1692).
- Кучецкие: Василий Иванович, Александр Андреевич — стряпчий (1692).
- Кучецкий Иван Авдеевич — стряпчий и шатёрничий (1692)[2][3].